# Liste der Kulturdenkmäler in Großmaischeid
In der Liste der Kulturdenkmäler in Großmaischeid sind alle Kulturdenkmäler der rheinland-pfälzischen Ortsgemeinde Großmaischeid einschließlich des Ortsteils Kausen aufgeführt. Grundlage ist die Denkmalliste des Landes Rheinland-Pfalz (Stand: 9. Februar 2023).

## Einzeldenkmäler
| Bezeichnung                            | Lage                                              | Baujahr                 | Beschreibung | Bild                           |
| -------------------------------------- | ------------------------------------------------- | ----------------------- | --- | ------------------------------ |
| Wasserturm                             | Großmaischeid, Kausener Straße, bei Nr. 20 Lage   | 1923                    | ehemaliger Wasserturm, teilweise Fachwerk, 1923 | weitere Bilder Fotos hochladen |
| Katholische Pfarrkirche St. Bonifatius | Großmaischeid, Kirchstraße Lage                   | 1716/17                 | romanischer Westturm, Langhaus 1716/17, neugotisches Querhaus und Chor, 1875/76; vor der Kirche Pfarrergrabsteine; in der Kirchhofsmauer Grabsteine des 18. und 19. Jahrhunderts                                                | weitere Bilder Fotos hochladen |
| Wohnhaus                               | Großmaischeid, Poststraße 5 Lage                  | 17. und 18. Jahrhundert | Fachwerkhaus, teilweise massiv, 17. und 18. Jahrhundert | Fotos hochladen                |
| Denkmal                                | Großmaischeid, südwestlich des Ortes im Wald Lage | um 1829                 | Gedenkstein für den an dieser Stelle 1829 ermordet aufgefundenen Johannes Becker II. vom Grasberger Hof, 1971 erneuert | weitere Bilder Fotos hochladen |
| Jagdschloss Sayneck                    | Großmaischeid, südwestlich des Ortes im Wald Lage | 1881                    | Putzbau, Neurenaissance, ursprünglich errichtet 1881; Gesamtanlage mit den beiden Nebengebäuden, Anfang des 20. Jahrhunderts; von 1884 bis 1968 im Besitz der Industriellenfamilie Krupp; seitdem im Besitz der Fürsten zu Wied | weitere Bilder Fotos hochladen |
| Wegekapelle                            | Großmaischeid, südwestlich des Ortes Lage         | 18. Jahrhundert         | Wegekapelle; steinsichtig verputzter Bruchsteinbau, wohl aus dem 18. Jahrhundert | weitere Bilder Fotos hochladen |
| Wegekreuz                              | Großmaischeid, südwestlich des Ortes Lage         |                         | Wegekreuz | weitere Bilder Fotos hochladen |
| Quereinhaus                            | Kausen, Hohlstraße 8 Lage                         | 18. Jahrhundert         | Fachwerk-Quereinhaus, teilweise massiv, 18. Jahrhundert | Fotos hochladen                |
| Wegekreuz                              | Kausen, westlich des Ortes an der K 117 Lage      | 1851                    | Schaftkreuz, Basalt, bezeichnet 1851 | weitere Bilder Fotos hochladen |